# Arpella pàl·lida comuna

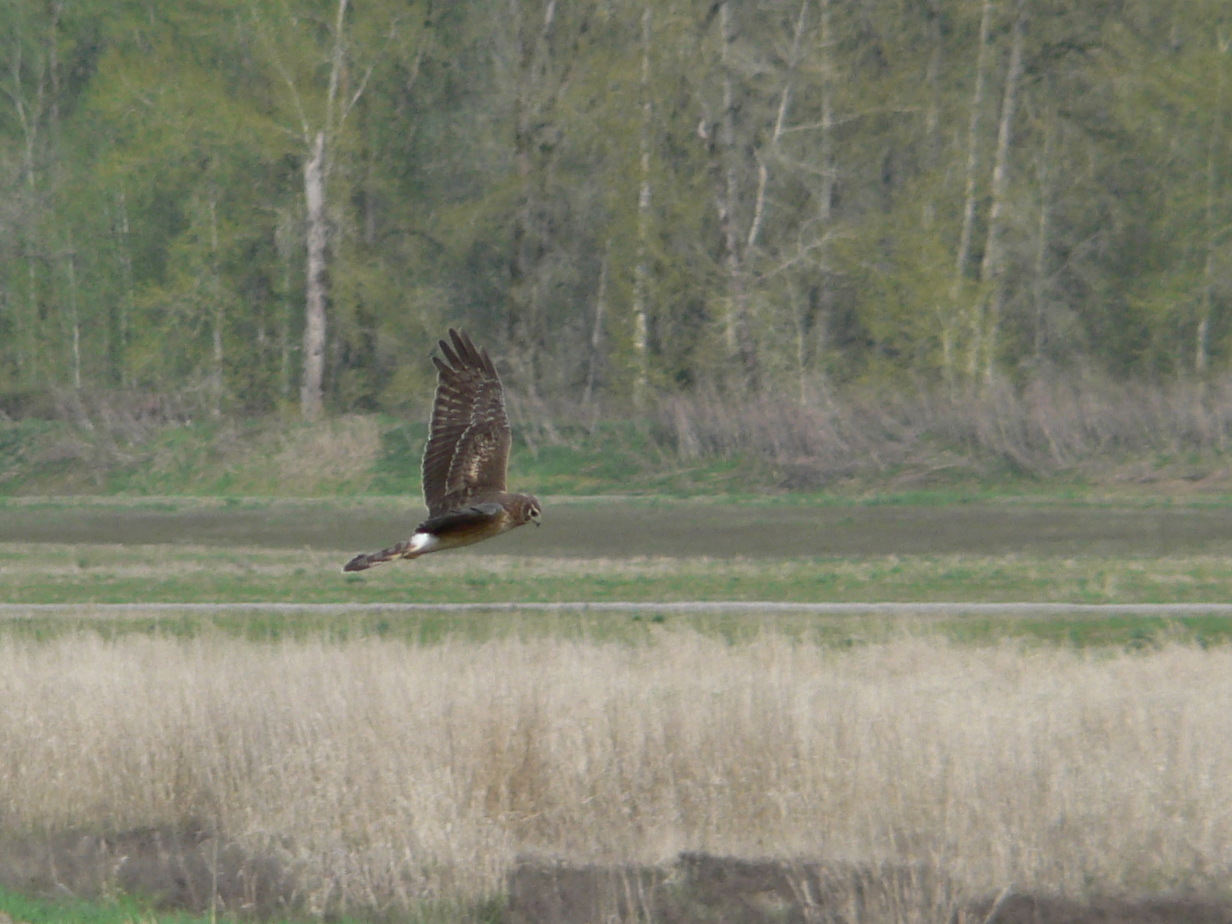
Exemplar adult femella.

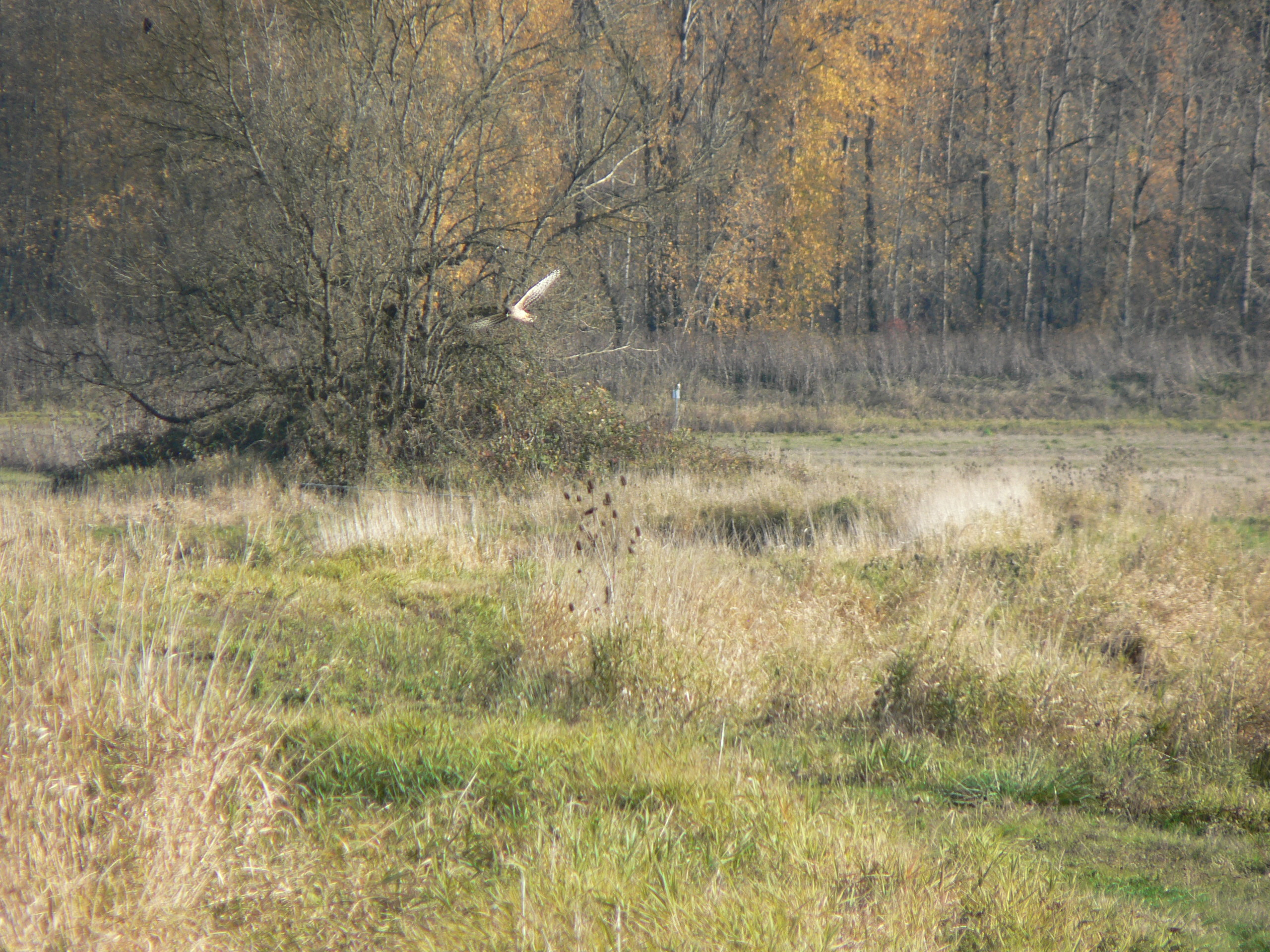
Exemplar fotografiat al Ridgefield National Wildlife Refuge (Washington, Estats Units).

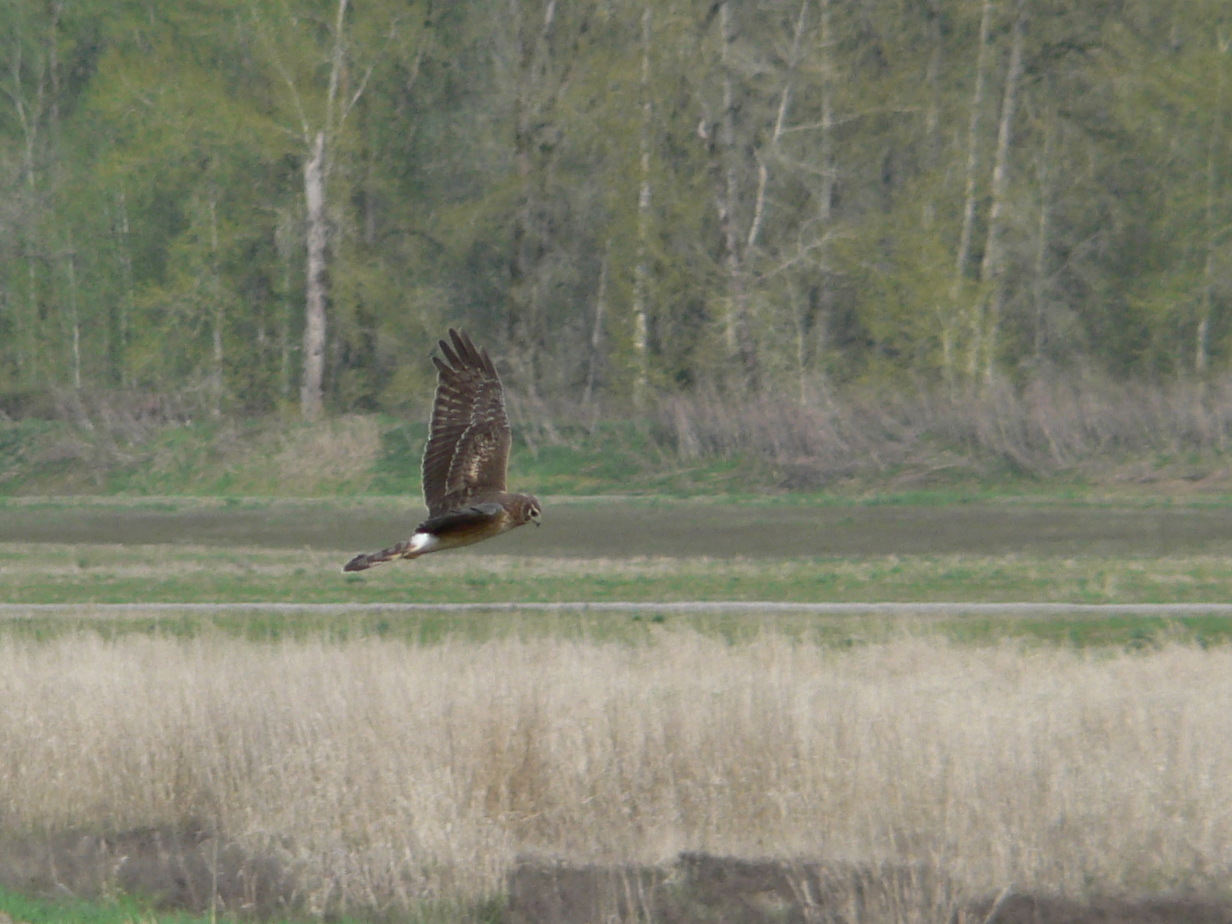
Exemplar amb un any d'edat fotografiat a l'Ankeny National Wildlife Refuge (Oregon, Estats Units).

L'arpella pàl·lida comuna, arpella pàl·lida, esparver d'estany o arpellot pàl·lid al País Valencià (Circus cyaneus) és una espècie d'ocell de la família dels accipítrids (Accipitridae). Nidifica per tot Euràsia i migra cap a zones més meridionals a l'hivern, desplaçant-se al sud d'Europa, alguns indrets del nord d'Àfrica i al sud de l'Àsia temperada. El seu estat de conservació es considera de risc mínim.
És molt semblant a l'arpella cendrosa.

## Morfologia
- Dimorfisme sexual molt accentuat.
- Fa 45-55 cm de llargada total i 97-118 cm d'envergadura alar.
- Els mascles pesen una mitjana de 350 g mentre que el pes de les femelles és al voltant de 530 g.
- El mascle és gris, té el ventre blanc, i li manca la franja alar negra.
- La femella és molt semblant a la de l'esparver cendrós però té el carpó blanc un xic més gran.

## Reproducció
Sovint nidifiquen en colònies de 15-20 individus. El niu és construït per la femella a terra amb branques i folrat d'herba. Hi pon 4-6 ous blanquinosos de mitjan maig fins a començaments de juny, fan una mida aproximada de 47 x 36 mm i són covats exclusivament per la femella. Els ous es desclouen al cap de 31-32 dies i, durant dues setmanes, els mascles ajudaran en l'alimentació dels petits, així com en la vigilància de la niuada mentre la femella n'és absent.
Als Països Catalans nidifica a la zona pirinenca i prepirinenca. El 1997, per primer cop, va criar en un secà cerealista de la plana de Lleida.

## Alimentació
Mengen serps, granotes i petits mamífers. De vegades, emmagatzemen la presa capturada per menjar-la després.

## Hàbitat
Es pot observar en migració als Aiguamolls de l'Empordà, als deltes del Llobregat i de l'Ebre, a l'Albufera de València, a Mallorca i a Menorca, ja que els terrenys humits i les salines solen ésser els llocs que ocupa durant l'època hivernal.

## Distribució territorial
Cria a les regions septentrionals de l'Hemisferi nord. Les poblacions euroasiàtiques hivernen a l'Euràsia meridional mentre que les poblacions nord-americanes ho fan al sud dels Estats Units, Mèxic i Amèrica Central, si bé la població nord-americana, es considera avui una espècie diferent: Circus hudsonius. A les regions de clima suau de França, Regne Unit i del sud dels Estats Units n'hi ha poblacions sedentàries.

## Estat de conservació
Sembla que la població catalana d'aquesta espècie ha patit una davallada en les últimes dècades (n'hi ha 5-10 parelles i es troba en perill d'extinció a nivell nacional) mentre que, a nivell europeu, es calcula que n'hi ha entre 32.000 i 59.000 parelles (el 5-24% de la població mundial d'aquest ocell que arriba a 1,3 milions d'exemplars).